# 하얼빈 국제빙설제

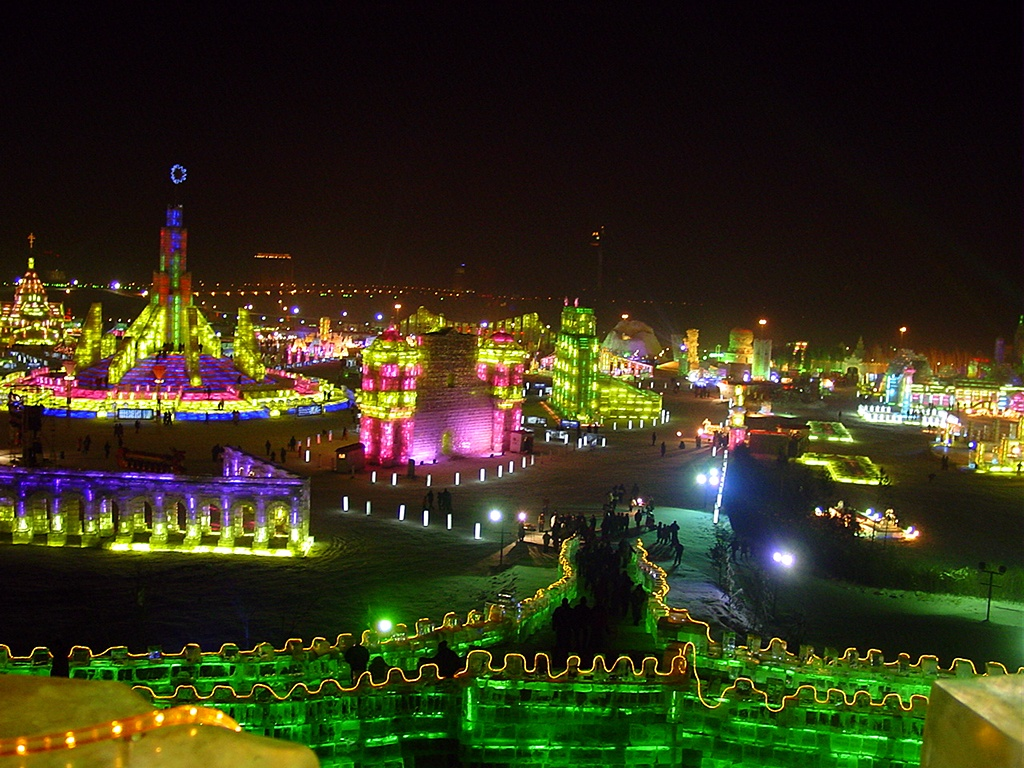
하얼빈 국제빙설제

하얼빈 국제빙설제(哈尔滨国际冰雪节) (또는 삥쉐지에)는 1985년부터 시작되어 하얼빈에서 매년 1월 5일경부터 2월말까지 개최되는 빙설제이다.

## 개요
하얼빈 국제빙설제는 세계 삼대 빙설제의 하나로 꼽히는 축제이다. 이벤트 동안 하얼빈 시내 곳곳에 얼음 조각이 정렬되는데, 주요 테마가 되는 곳은 태양도 공원, 자오린 공원, 빙설대세계 등이 있다. 정식 개최는 1월이지만, 12월말에는 견학이 가능하다. 하얼빈 각지의 공원을 중심으로 얼음 조각과 얼음 건축물이 전시되고 다채로운 형광등이나 LED로 라이트 업된다. 빙설대세계가 열리는 장소는 쑹화강의 하천 부지에서 높이 40 미터 정도의 탑을 중심으로 대규모 건축물이 전시된다. 빙설제를 중심으로 음악회, 영화제, 겨울 스포츠 체험, 시민들과 함께하는 눈 조각 경연대회 등 여러 콘셉트의 프로그램들이  함께 진행된다.

## 같이 보기
- 설상